# Campeonato Paulista de Futebol Feminino de 1986
O Campeonato Paulista de Futebol Feminino de 1986 foi a 3.ª edição deste campeonato. A equipe do Juventus foi a campeã do torneio.

## Premiação
| Campeonato Paulista de Futebol Feminino de 1986 |
| ----------------------------------------------- |
| Juventus Campeão (3° título)                    |